# ورژ گابریلیان
ورژ ورویری گابریلیان (ارمنی: Վրեժ Վրույրի Գաբրիելյան؛  زادهٔ ۱۰ ژانویهٔ ۱۹۵۲) فرد نظامی، افسر پلیس اهل ارمنستان است.

## زندگی‌نامه
وی در ۱۰ ژانویهٔ ۱۹۵۲ به دنیا آمد و از دانشگاه دولتی علوم پرورشی خاچاطور آبوویان ارمنستان (۱۹۶۸–۱۹۷۳) و آکادمی ام‌آی‌اای وولگراد (۱۹۸۵–۱۹۹۰) فارغ‌التحصیل گشت. همچنین برندهٔ جوایزی همچون مدال گارگین نژده و مدال طلای یادبود فریتیوف نانسن شده است.

## نگارخانه

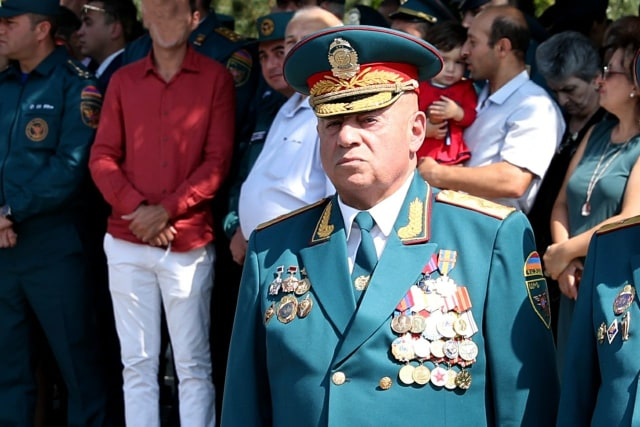

## یادداشت
1. ↑  ՆԳՆ-ի Վոլգոգրադի ակադեմիա